# Ellinger Ede

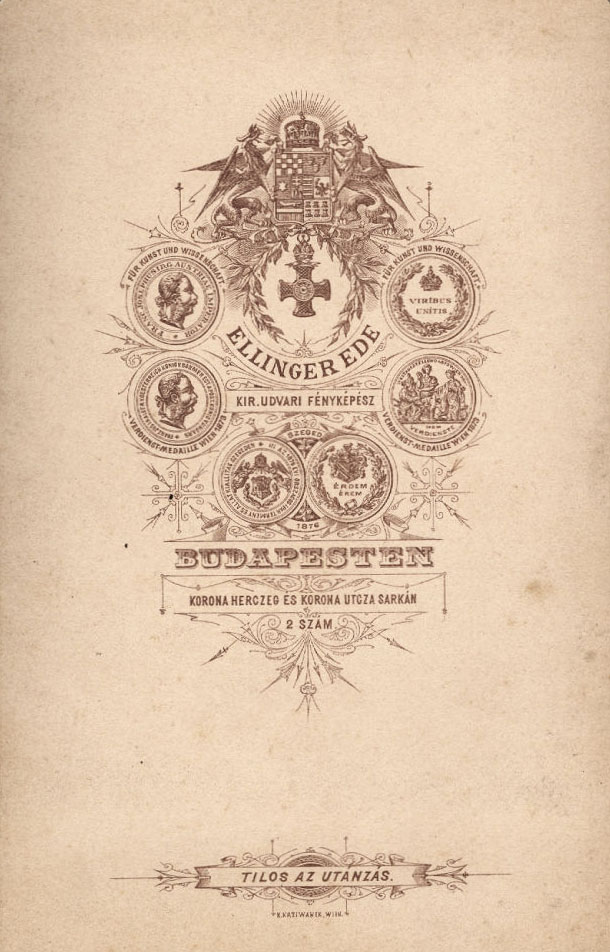
Ellinger Ede műtermében készült fénykép hátoldala

Ellinger Ede (Pohořelice, 1846 körül – Siófok, 1915. május 30.) császári és királyi udvari fényképész, portréfotós. A Magyar Fényképészek Egyletének alapító tagja.

## Munkássága
Műterme 1870 és 1885 között Pesten, az Úri utca és Korona utca sarkán működött. Siófokon is, ahol villatulajdonos volt, rendelkezett egy műteremmel. A Balaton mellett nyaralókról, az épületekről, a módosabb polgárokról készített fényképeket. A siófoki műterme nyáron működött, egészen késő őszig.
A 19. század utolsó harmadának legkeresettebb portréfotósaként több jeles személyt is megörökített: többek között Deák Ferencet, Rippl-Rónai Józsefet, Arany Jánost, Jókai Mórt, Erkel Ferencet, Kossuth Lajost, Karinthy Frigyest. Alapító tagja volt a Magyar Fényképészek Egyletének.
1915. február 5-én a Budapesti Közlöny arról számolt be, hogy a vallás- és közoktatásügyi miniszter többekkel együtt őt nevezte ki a Budapesten alakított szerzői jogi szakértői bizottság egyik tagjává, majd ugyanezen lap szeptember 2-án már arról adott hírt, hogy az elhunyt Ellinger Ede helyére Hollenzer Lászlót nevezte ki a miniszter.
1915. május 30-án hunyt el a siófoki fürdőtelepen.

## Családja
Ellinger Mózes és Rebeka fia. 1868. június 21-én Pesten házasságot kötött Kurzweil Júliával.
Kurzweil Júlia (Pest, 1846. április 13. – Budapest, 1916. november 20.) testvére volt Kurzweil Frigyesnek (Pest, 1861. április 22. – Budapest, 1924. április 7.), a kor szintén neves fényképészének, akinek műhelye a Budapesti Cím- és lakjegyzékekben 1888-ban fordul elő először az V. kerület Dorottya utca 11. szám alatt és 1902/1903 között utoljára.  1903 és 1908 között budapesti lakcíme (VI. kerület, Teréz körút 25. szám) szerepel, foglalkozásaként fényképész megadva. Itt is volt labor és műterem berendezve, mert 1905-től a Budapesti cím- és lakjegyzékben a "Fényképész iparosok" között is felsorolták (Kurczweil névformában), s egy  1908-ból származó felvétel is erre utal. Önálló hirdetést budapesti fényképész műterméről 1909-ben tett közzé e címen. Sógorához, Ellinger Edéhez hasonlóan nyaranta ő is a Balaton mellett tartott fenn nyári műhelyt. Így például a  balatonfüredi, haláláig, utána pedig özvegye által továbbvitt fényképész pavilonjáról több forrás is szól. Ugyancsak található felvétel, melynek verzóján a budapesti műhely mellett Siófok és Losonc is "fiókműteremként" szerepel.
Ellingerék 20. századot megért fiai (Zsigmond, Béla, Károly és Emil) közül az alábbiak adatai azonosíthatók. 
Ellinger Emil (1872–1907) festőművésszé képezte magát, 1889–1892 között a budapesti mintarajziskolában tanult. A Képzőművészeti Társulat kiállításain több művével szerepelt, így a Műcsarnokban is. Fiatalon, 35 évesen halt meg.
Ellinger Bélának (1876–1916) festékgyári vállalkozása volt. Már apaként, 8 évi házasságban 40 évesen halt meg, közel egy évvel neves édesapja elhunyta után.

## Képgaléria

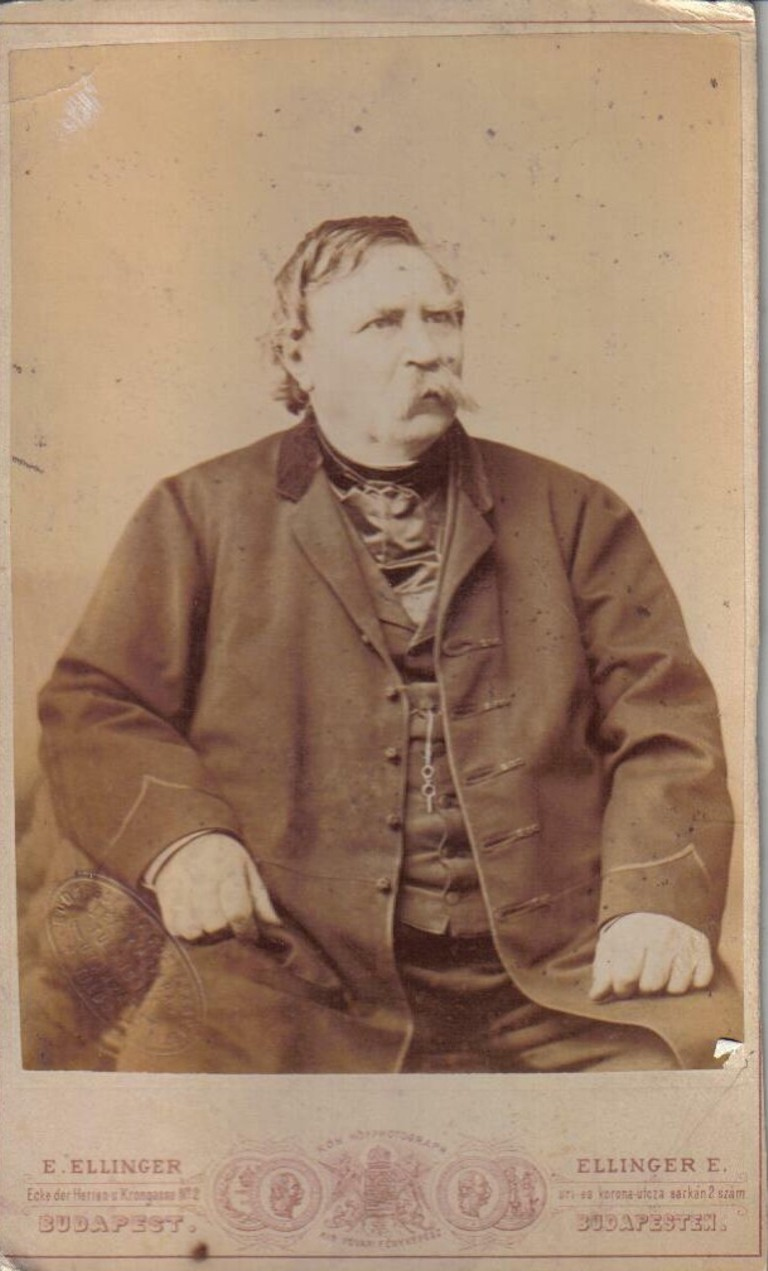
Deák Ferenc 1870 körül
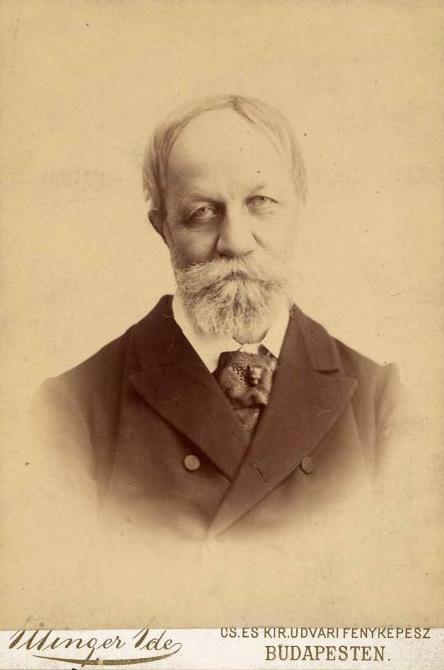
Jókai Mór 1890 körül
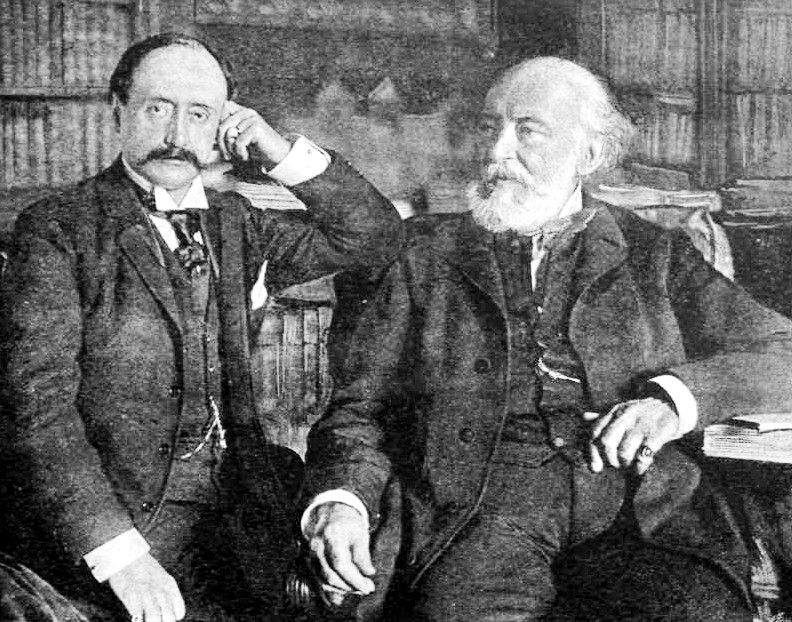
Kossuth Ferenc és Kossuth Lajos Turinban 1892-ben
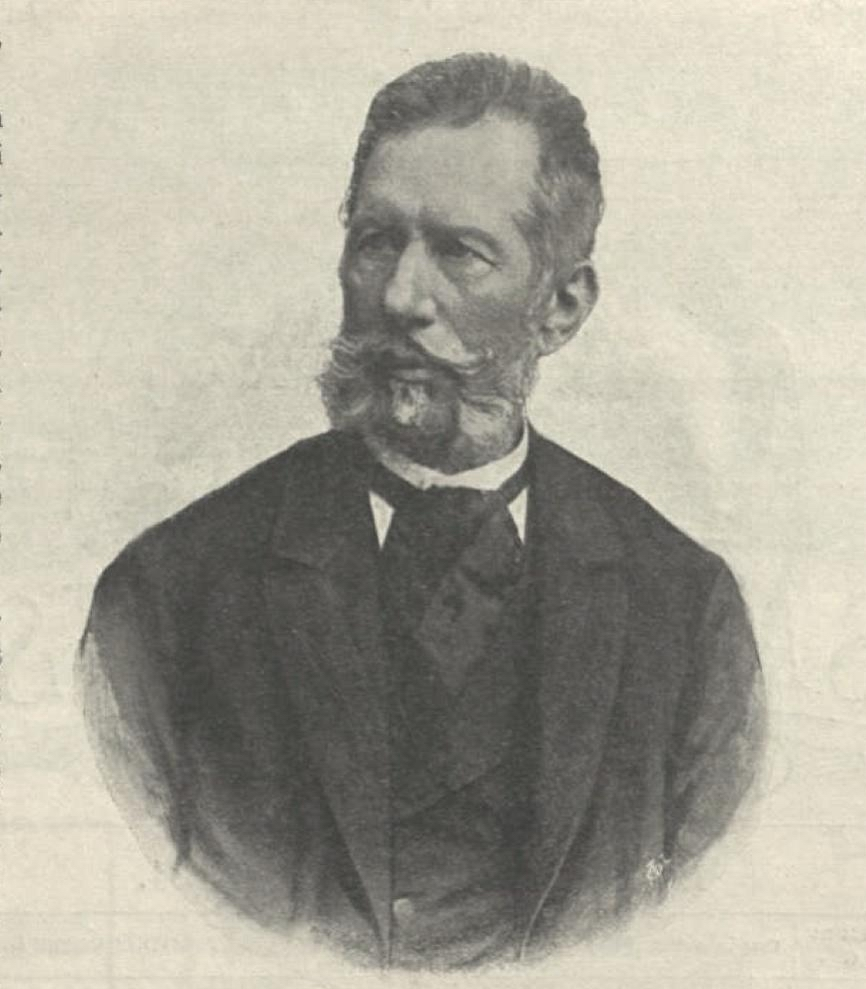
Vajda János 1897-ben
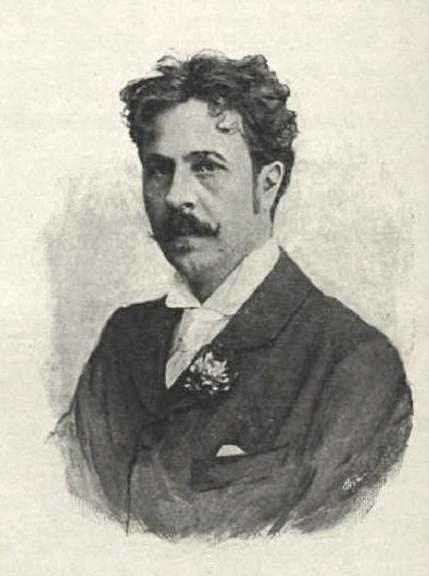
Ábrányi Emil 1897-ben